# Стручков, Василий Васильевич
Василий Васильевич Стручков (14 апреля 1915, Погореловка, Тамбовская губерния — 11 февраля 1940, Выборгская губерния, Финляндия) — старший механик-водитель танка 398-го отдельного танкового батальона 50-й стрелковой дивизии 13-й армии Северо-Западного фронта, красноармеец. Герой Советского Союза.

## Биография
Родился 14 апреля 1915 года в деревне Погореловка (ныне — Моршанского района Тамбовской области) в крестьянской семье. Работал в колхозе.
В Красной Армии с 1937 года. Участник советско-финской войны 1939—1940 годов.
Старший механик-водитель танка 398-го отдельного танкового батальона комсомолец красноармеец Василий Стручков в период боёв с 8 по 11 февраля 1940 года на выборгском направлении неоднократно участвовал в подрыве надолбов, атаках укреплений противника.
Своими действиями умелый танкист обеспечивал благоприятные условия для наступления стрелковых подразделений и овладения тактически важной высотой.
11 февраля 1940 года красноармеец В. В. Стручков погиб в бою в районе посёлка Ляхде-Хумола. Похоронен в братской могиле в 1,5 километрах к северо-западу от деревни Красноозёрное Приозерского района Ленинградской области.
Указом Президиума Верховного Совета СССР от 7 апреля 1940 года «за образцовое выполнение боевых заданий командования на фронте борьбы с финской белогвардейщиной и проявленные при этом отвагу и геройство» красноармейцу Стручкову Василию Васильевичу посмертно присвоено звание Героя Советского Союза.
Награждён орденом Ленина.